# Belsay Castle
Belsay Castle er en middelalderborg fra 1300-tallet, der ligger ved Belsay, Northumberland, England. 
Den vigtigste del er et stort tre-etagers, rektangulært pele tower med runde turrell-tårne og befæstninger, der blev tilføjet i 1370. Det var var hjem for Middleton-familien, og i 1614 byggede Thomas Middleton en ny bygning i forbindelse med tårnet. Der blev tilføjet en vestvinge i 1711, men den blev senere stort set nedrevet i 1872 af Sir Arthur Middleton, hvor resten af huset også blev ombygget meget.
Borgen blev forladt som residens for familien i begyndelsen af 1800-tallet, da Sir Charles Monck opførte Belsay Hall tæt ved. Interiøret blev fjernet og den blev brugt som folly.
Borgen drives af English Heritage og er åben for offentligheden. Det er et Scheduled Ancient Monument og en listed building af første grad.